# نبيل الخطيب
نبيل الخطيب إعلامي وصحفي فلسطيني، وهو مدير عام قناة الشرق للأخبار حالياً وقناة العربية سابقاً.

## السيرة الذاتية
ولد نبيل الخطيب في مدينة الخليل في فلسطين عام 1962م، درس مراحل دراسته في فلسطين وتخرج فيها إلى أن حصل على منحة لدراسة الإعلام في بيلاروسيا حصل فيها على شهادة الماجستير، ثم عاد إلى فلسطين حيث عمل مُدرِّسًا وباحثًا في فترات مختلفة،وأدار معهد الإعلام للتدريب في جامعة بيرزيت في فلسطين وترأس دائرة الاعلام في كلية الآداب ، كما حصل على دكتوراه في فقه استخدام اللغة في وسائل الإعلام، ، انضم إلى مجموعة MBC عام 1993م حيث عمل مراسلاً في مكتب القدس في فلسطين، ثم تسلم عام 1996م إدارة مكتب القدس، وفي عام 2002م شغل منصب إدارة مكاتب العربية في الأراضي الفلسطينية والقدس حتى 2004م، بعدها انتقل إلى دبي ليشغل منصب رئيس التحرير التنفيذي في قناة العربية ومدير غرفة الأخبار فيها حتى 2017م، انتقل بعدها ليعمل مستشارًا إعلاميًّا في شركة "EbaMedia" في كندا بين 2017م و2018م ليعود ويتسلم إدارة قناتي العربية والعربية الحدث لفترة عام تقريباً ثم ينتقل ليتسلم إدارة قناة بلومبيرغ الشرق منذ تشرين الأول عام 2019م والتي تتبع كلها للمجموعة السعودية للأبحاث والتسويق